# 王德妃 (唐懿宗)
王氏（844年—870年），太原人，家世不详。唐懿宗之妃。史书无载，生平见于其墓志。

## 生平
及笄之年，因自幼就擁有美貌而中选入宫，承寵十多年，封韩国夫人。王氏生昌宁公主和两位皇子——七郎、八郎，生前受封韩国夫人。
咸通十一年（870年）七月十八日，王氏逝世于大内，年僅二十六歲。王氏懂得節儉之風，經常以知止知足為警戒而被追赠德妃。咸通十二年正月，安葬于京兆府万年县崇道乡夏侯村。
当代学者陈丽萍据王德妃生育七郎、唐昭宗为唐懿宗第七子，推测她即是恭憲皇太后:168。

## 备注
1. ↑  “其本太原人也”指王氏出于太原王氏。唐代流行以本姓氏最著名士族使用的郡望标榜个人或家族。